# Max Bruch
Max Bruch (født 6. januar 1838, død 2. oktober 1920) var en tysk
komponist og dirigent, der kun 14 år gammel komponerede sin første symfoni. Bruchs mest kendte og mest spillede værker er hans 1. violinkoncert og Kol Nidri. Størstedelen af hans værker er for kor og orkester.
I dag huskes han imidlertid især for en række værker for solo-strygeinstrumenter og orkester.
Hans værker er præget af en stor klangskønhed, elegant orkesterbehandling og ikke sjældent af virtuose krav til solisten. Samtidig er hans melodiske stil ofte inspireret af folkemusik, hvilket gør den sangbar, iørefaldende og karakteristisk. I sin samtid var han højt værdsat overalt i Europa.

## Udvalgte værker
- Symfoni nr. 1 i Eb-dur (1868) - for orkester
- Symfoni nr. 2 i F-mol (1870) - for orkester
- Symfoni nr. 3 i E-dur  (1882, Rev. 1886) - for orkester
- Violinkoncert nr. 1 i G-mol (1865–67) - for violin og orkester
- Violinkoncert nr. 2 i D-mol (1877) - for violin og orkester
- Skotsk fantasi i Eb-dur (1879-1880) - for violin og orkester
- Kol Nidrei i D-mol (1880-1881) - for cello og orkester